# Monat
Ein Monat (Maskulinum, in Österreich umgangssprachlich auch Neutrum; etymologisch verwandt mit Mond) ist eine Zeiteinheit und ein Teil eines Jahres.

## Allgemein
Je nach Definition ist ein Monat von unterschiedlicher Dauer:
- Die Zeitspanne von 28, 29, 30 oder 31 aufeinanderfolgenden Tagen. Kalender verwenden Monate zur Zeiteinteilung. Dazu ordnen sie einer Zeitspanne von einem Kalendermonat einen Monatsnamen zu; 12 Monate bilden ein Jahr.
- Ein Monat ist im astronomischen Sinne als die Zeitspanne eines vollständigen Umlaufs eines natürlichen Satelliten (Trabant) definiert. Im engeren Sinne bezieht sich „Monat“ nur auf den Erdmond: Der Mondmonat dauert je nach Definition zwischen knapp 27⅓ und gut 29½ Tagen.

Eine Übersicht über viele Verwendungen gibt die Kategorie:Monat
- Im Privatrecht gilt in Deutschland ein Monat als Zeitraum von Tag x bis Tag x des Folgemonats. Wenn dieser keinen Tag x hat, endet der Zeitraum mit dem letzten Tag dieses Monats (§ 188 Abs. 2 und 3 BGB).
- Ein Schwangerschaftsmonat bezeichnet analog zur weiblichen Periode die Spanne von 4 Wochen. In einigen alternativen Kalendersystemen ergeben 13 solcher Wochenmonate ein Jahr.
- Im Bankwesen dauert ein Buchungsmonat oder (Ab-)Rechnungsmonat stets 30 Tage, ein Bankjahr dauert demzufolge lediglich 360 Tage.
- Mobilfunkanbieter verrechnen die „Monats“grundgebühr entweder
  - je Kalendermonat oder jeweils am zahlenmäßig gleichen Tag jedes Kalendermonats und damit für unregelmäßig lange Zeitabschnitte von 28, 29, 30 oder 31 Tagen,
  - oder aber wie beispielsweise HoT (in Österreich) seit einigen Jahren „für 30 Tage“.[2] Das ist  gleichmäßig, doch im Jahresmittel um den Faktor 360/365 bzw. 360/366 etwas kürzer.

Das Einheitenzeichen lautet M oder mon.
Der Begriff „Monat“ wird zur Bezeichnung von Zeitspannen im Kalendersystem verwendet:
Sie war im sechsten Monat schwanger (Zeitspanne).

### Grundlagen der Kalenderrechnung

Monatseinteilung einer chinesischen Himmelsscheibe, Astronomischer Zyklus zu 28 Teilungen

Lunationen – bzw. deren Mittelwert, der synodische Monat – auf der Grundlage gleicher Erdmondphasen bildeten die Grundbausteine der ersten Kalender, welche Lunar- oder Mondkalender waren, und später teilweise zu Lunisolarkalendern weiterentwickelt wurden. Solche Kalender sind auch heute noch in weiten Teilen der Welt gebräuchlich, und beispielsweise der jüdische Kalender, der islamische Kalender und der traditionelle chinesische Kalender bezeichnen weiterhin einen Phasendurchlauf des Mondes als Monat.
Indes liegt in der Zeit eines Sonnenjahres eine unganzzahlige Menge von Mondmonaten, so dass man bei Einführung eines Solar- oder Sonnenkalenders die Länge der Monate entsprechend anpassen musste. Eine solche Bindung der Jahrlänge an die Dauer eines Erdumlaufs um die Sonne und die damit verbundene Trennung der Monate vom Mondlauf erfolgten zuerst im alten Ägypten im Jahre 238 v. Chr. und wurde von Julius Caesar im Jahre 46 v. Chr. auch für die römische Republik übernommen (womit diese Jahre eigentlich sinnvolle Epochen für die Zeitrechnung des juliano-gregorianischen Kalenders wären).
Neben diesem julianischen Kalender und dem ihn ablösenden und heute für die meisten Menschen alltäglichen gregorianischen Kalender sind auch noch einige andere Sonnenkalender in Gebrauch, bei denen ein (Kalender-)Monat als ein bestimmter Teil des Sonnenjahres mit einer festgelegten Anzahl von Tagen definiert wird, beispielsweise der griechisch-orthodoxe Kalender, der koptische Kalender, der zoroastrische Kalender, der iranische Kalender, der Malayalam-Kalender sowie verschiedene südasiatische Kalender.
Da zwölf Mondphasen etwa 354 Tage dauern und damit dieses Mondjahr der Erde kürzer ist als ein Sonnenjahr, fügen viele Lunarkalender in regelmäßigen Abständen einen zusätzlichen Monat ein. Die Details variieren zwischen den Kalendern, bspw. werden nach dem Meton-Zyklus 7 solcher Schaltmonate auf einen Zeitraum von 19 Jahren verteilt. Sie treten in jedem Fall häufiger auf als Schalttage in Solarkalendern.
Im Julianischen und Gregorianischen Kalender wird auch der Februar in Schaltjahren gelegentlich als „Schaltmonat“ bezeichnet.
Heute bezeichnet der Begriff Monat im gregorianischen Kalender nur noch festgelegte Jahresabschnitte, deren Länge von der eines Mondzyklus mehr oder weniger stark abweicht.

### Monatsnamen
Da im deutschsprachigen Raum der aus dem Römischen Reich stammende julianisch-gregorianische Kalender übernommen wurde, sind auch die heute gebräuchlichen Monatsnamen lateinischen Ursprungs und die meisten davon lassen sich auf den altrömischen Kalender zurückführen.
Verschiedentlich gab es Versuche, eigene Monatsbezeichnungen einzuführen, im deutschen Sprachraum beispielsweise durch Karl den Großen im 8. Jahrhundert und noch einmal durch den Deutschen Sprachverein in den 1920er Jahren. Diese Bezeichnungen konnten sich aber nicht halten, unter anderem weil das Reichsministerium für Volksaufklärung und Propaganda am 23. Oktober 1935 die Presse anwies, sie nicht zu verwenden. Heute spiegeln sie sich nur noch in der Poesie wider (Wonnemonat Mai, der Lenz ist da usw.). Auch die Monatsnamen des französischen Revolutionskalenders, die wie die deutschen Monatsnamen auf Naturphänomenen und Jahreszeiten basierten, konnten sich nicht durchsetzen.
- Januar (Hartung, Eismond; österreichisch wird dieser Monat ausschließlich Jänner genannt, im süddeutschen Raum seltener):
Benannt nach Janus, dem Beschützer der Stadttore, Gott des Aus- und Einganges, im übertragenen Sinne des Anfangs und des Endes, dargestellt mit zwei Gesichtern, blickt nach zwei Seiten, rückwärts und vorwärts; dazu lateinisch ianua „Tor“ (vom alten zum neuen Jahr).
- Februar (Hornung, Schmelzmond, Taumond, Narrenmond, Rebmond, Hintester, österreichisch auch Feber, schweizerisch auch Horner):
Der Reinigungs- bzw. Sühnemonat, weil am Jahresende das Fest Februa zur Reinigung der Lebenden und die Sühnung der Verstorbenen vorgenommen wurde (lat. februare „reinigen“).
- März (Lenzing, Lenzmond):
Benannt nach Mars, dem Gott des Krieges und der Vegetation. Im altrömischen Kalender begann das Jahr mit dem März, daraus ergibt sich die Verschiebung der numerischen Monate September bis Dezember und der Februar als Jahresende. Seit 153 v. Chr. traten in Rom die für ein Jahr gewählten Konsuln ihr Amt jeweils am 1. Januar an, der sich bald als Jahresbeginn einbürgerte.
- April (Launing, Ostermond):
Wird abgeleitet von lat. aperire „öffnen“, der Monat der Öffnung bzw. des Aufblühens.
- Mai (Winnemond (Weidemonat; heute zu Wonnemonat umgedeutet, auch Wonnemond), Blumenmond):
Nach der römischen Göttin Maia benannt.
- Juni (Brachet, Brachmond):
Benannt nach Juno, einer römischen Gottheit, der die meisten Eigenschaften der griechischen Götterkönigin Hera übertragen wurden.
- Juli (Heuet, Heuert, Heumond):
Ursprünglich Quintilis, der „fünfte Monat“. Geburtsmonat Caesars (Gaius Julius Caesar). Nach ihm wurde dieser Monat seit 44 v. Chr. Julius genannt.
- August (Ernting, Erntemond, Bisemond):
Dies war ursprünglich der sechste Monat des alten römischen Kalenders, dementsprechend Sextilis genannt. Er wurde zu Ehren des ersten römischen Kaisers Augustus im Jahre 8 v. Chr. in Augustus umbenannt. 21 Jahre später, 14 n. Chr., wurde der August der Sterbemonat seines Namenspatrons. (Die Reihenfolge der Ereignisse scheint sonderbar, aber zumindest die letzte Jahreszahl darf als sicher gelten.)
- September (Scheiding, Herbstmond):
Der siebente Monat (lateinisch septem „sieben“) im römischen Kalender. An diesem und den folgenden Monatsnamen kann man erkennen, dass man mit der Zählung ursprünglich im Monat März begann. Er sollte nach dem Kaiser Tiberius benannt werden.
- Oktober (Gilbhart, Gilbhard, Weinmond):
Der achte Monat (lat. octo „acht“) nach dem römischen Kalender. Auch hier konnte sich die Bezeichnung Domitianus nicht durchsetzen.
- November (Nebelung, Nebelmond, Windmond, Wintermond):
Der neunte Monat (lat. novem „neun“) nach dem römischen Kalender.
- Dezember (Julmond, Heilmond, Christmond, Dustermond):
Der zehnte Monat (lat. decem „zehn“) nach dem römischen Kalender.

## Astronomische Definitionen
Der Monat als Periode des Erdmondes auf seinem Umlauf um die Erde.
LunationDie Zeitspanne von einem Neumond zum nächsten Neumond. Die Lunation ist der eigentliche Anlass für den Monatsbegriff.
Sie schwankt durch die komplizierte Mondbewegung zwischen 29 Tagen 6,5 Stunden und 29 Tagen 20 Stunden.
Die folgenden astronomischen Monate beschreiben mittlere Werte, die daher auf eine Standardepoche (derzeit üblicherweise J2000.0) bezogen sind:
Synodischer MonatDie Zeit zum Wiedererreichen gleicher Elongation des Mondes zur Sonne, der Mittelwert der Lunationen.
Dauer 2000.0: 29,53 Tage = 29d 12h 44min 3s
Siderischer MonatDie Zeit für einen Umlauf des Mondes um die Erde in Bezug auf eine feste Richtung im Raum, das ist also eine vollständige Umkreisung relativ zu einem Fixstern.
Dauer 2000.0: 27,322 Tage = 27d 7h 43min 12s
Tropischer MonatDie Zeit für einen Umlauf bezogen auf den Frühlingspunkt. Damit bezieht er sich auch auf den Äquator und ist der Zyklus der Deklination des Mondes.
Dauer: Durch die Präzessionsdrift des Frühlingspunktes ist er etwa 7 s kürzer als der siderische Monat.
Drakonitischer MonatDie Periode von zwei Durchgängen durch denselben Mondknoten. Er steht im Zusammenhang mit dem Zyklus der Sonnen- und Mondfinsternisse (Sarosperiode).
Dauer 2000.0: 27,21222 Tage = 27d 5h 5min 36s
Anomalistischer MonatDie Zeit zwischen zwei aufeinander folgenden Perigäumsdurchgängen des Mondes, also von einem erdnächsten Punkt zum nächsten. Der anomalistische Monat beschreibt die eigentliche Bahnperiode des Mondes.
Dauer 2000.0: 27,55455 Tage = 27d 13h 18min 33s
In der Astronomie wird allgemein die Zeitspanne zwischen zwei Wiederholungen eines Ereignisses, das mit der Umlaufbahn eines beliebigen Mondes um seinen Planeten zusammenhängt, also jeder vollständige Umlauf, als Monat bezeichnet. Insofern ist der Ausdruck „Monat“ also der Bahnperiode synonym. Im Sonnensystem dauern diese Zeitspannen je nach Mond von nur wenigen Stunden bis mehrere Erdenjahre.

## Kurzformen
Bei häufiger Verwendung oder bei beschränktem Platz werden die Monatsnamen entweder auf drei bis vier Buchstaben gekürzt oder wie Tag und Jahr als Ziffern geschrieben, früher zur Unterscheidung oft auch in großen oder kleinen römischen Ziffern. Bei Varianten mit einheitlich drei Anfangsbuchstaben für die Abkürzungen entfällt der eigentlich obligatorische Abkürzungspunkt häufig, zumal er für den Mai ohnehin nicht nötig ist.
Der nationale Anhang zu DIN ISO 8601 bestimmt Mrz statt Mär als Abkürzung für den März, um Kodierungsprobleme mit dem Umlaut zu vermeiden. Das Deutsche Universalwörterbuch des Duden-Verlags gibt Abkürzungen variabler Länge an. In Österreich wird der erste Monat auch Jän abgekürzt.
| Name      | Abk. | DIN  | Duden | Zahl | römisch  |
| --------- | ---- | ---- | ----- | ---- | -------- |
| Januar    | Jan. | Jan. | Jan.  | 01   | I        |
| Februar   | Feb. | Feb. | Febr. | 02   | II       |
| März      | Mär. | Mrz. | März  | 03   | III      |
| April     | Apr. | Apr. | Apr.  | 04   | IV, IIII |
| Mai       | Mai  | Mai  | Mai   | 05   | V        |
| Juni      | Jun. | Jun. | Juni  | 06   | VI       |
| Juli      | Jul. | Jul. | Juli  | 07   | VII      |
| August    | Aug. | Aug. | Aug.  | 08   | VIII     |
| September | Sep. | Sep. | Sept. | 09   | IX       |
| Oktober   | Okt. | Okt. | Okt.  | 10   | X        |
| November  | Nov. | Nov. | Nov.  | 11   | XI       |
| Dezember  | Dez. | Dez. | Dez.  | 12   | XII      |